# Jenna Blasman
Jenna Blasman (* 24. September 1993 in Kitchener) ist eine ehemalige kanadische Snowboarderin. Sie startete in den Disziplinen Slopestyle und  Big Air.

## Werdegang
Blasman nahm von 2009 bis 2017 an Wettbewerben der TTR World Snowboard Tour teil. Dabei holte sie im Februar 2010 beim Billabong Flaunt It im Slopestyle mit dem zweiten Platz in Mont-Tremblant und dem ersten Rang in Blue Mountain ihre ersten Podestplatzierungen. Im folgenden Jahr siegte sie im Slopestyle bei The Canadian Shield Ski and Snowboard Tour am Mount Seymour und in Calgary. In der Saison 2011/12 startete sie in Špindlerův Mlýn erstmals im Snowboard-Weltcup und errang dabei den 46. Platz im Slopestyle. Im Februar 2013 gewann sie im Slopestyle beim Billabong Flaunt It in Big White. Bei den Olympischen Winterspielen 2014 in Sotschi belegte sie den 19. Platz im Slopestyle. Im März 2014 kam sie beim Showcase Showdown in Whistler auf den dritten Platz im Slopestyle und auf den zweiten Rang im Big-Air-Wettbewerb und bei der Dew Tour Am Series in Sun Peaks auf den dritten Platz im Slopestyle. In der Saison 2014/15 erreichte sie im Weltcup mit dem Plätzen sechs und fünf den 16. Platz im Freestyle-Weltcup und den siebten Rang im Slopestyle-Weltcup. Beim Saisonhöhepunkt den Snowboard-Weltmeisterschaften 2015 am Kreischberg wurde sie Fünfte im Slopestyle. In der folgenden Saison errang sie den dritten Platz im Big Air Weltcup. Dabei erreichte sie den zweiten Platz im Big Air beim U.S. Grand Prix und Weltcup in Boston.

## Erfolge
Saison 2009/10
- 1. Platz – Billabong Flaunt It in Blue Mountain, Slopestyle
- 2. Platz – Billabong Flaunt It in Mont-Tremblant, Slopestyle

Saison 2010/11
- 1. Platz – The Canadian Shield Ski and Snowboard Tour am Mount Seymour, Slopestyle
- 2. Platz – The Canadian Shield Ski and Snowboard Tour in Calgary, Slopestyle

Saison 2012/13
- 1. Platz – Billabong Flaunt It in Big White, Slopestyle

Saison 2013/14
- 2. Platz – Showcase Showdown in Whistler, Big Air
- 3. Platz – Showcase Showdown in Whistler, Slopestyle
- 3. Platz – Dew Tour Am Series in Sun Peaks, Slopestyle

Saison 2015/16
- 2. Platz – Snowboard-Weltcup und U.S. Grand Prix in Boston, Big Air
- 3. Platz – Big Air Weltcup